# Hitzhusen
Hitzhusen er en by og en kommune i det nordlige Tyskland, beliggende i Amt Bad Bramstedt-Land i
den vestlige del af Kreis Segeberg. Kreis Segeberg ligger i den sydøstlige del af delstaten Slesvig-Holsten.

## Geografi
Hitzhusen ligger vest for Bad Bramstedt Bundesstraße B206 mellem Itzehoe og Bad Segeberg.
Åen Bramau løber gennem kommunen.